# Leptoteratura albicornis
Leptoteratura albicornis är en insektsart som först beskrevs av Victor Ivanovitsch Motschulsky 1866.  Leptoteratura albicornis ingår i släktet Leptoteratura och familjen vårtbitare. Inga underarter finns listade i Catalogue of Life.